# Konstantin Markow
Konstantin Konstantinowicz Markow (ur. 20 maja 1905 w Wyborgu, zm. 18 września 1980 w Moskwie) – radziecki geomorfolog, profesor Uniwersytetu im. Łomonosowa w Moskwie. Należał do zagranicznych organizacji geograficznych (również polskich). Przeprowadzał skuteczne analizy naukowe w Tienszanie, Pamirze i na Antarktydzie. Doktor honoris causa Uniwersytetu Łódzkiego.